# William Tailer

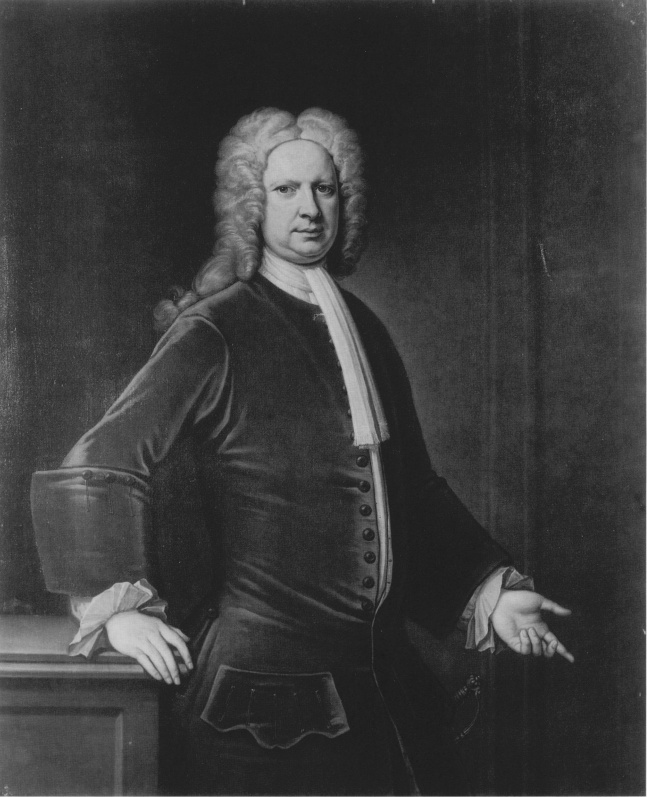

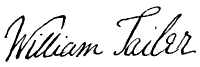

William Tailer (* 25. Februar 1675 in Dorchester, einem heutigen Stadtteil von Boston, im späteren US-Bundesstaat Massachusetts; † 1. März 1731 ebenda) war ein Offizier und Politiker in der Province of Massachusetts Bay, deren Gouverneur er zweimal war.

## Lebenslauf
Der Vater war ein reicher Kaufmann und Landeigentümer und die Mutter war die Schwester von Kolonialgouverneur William Stoughton. Finanziell war William Tailer durch seine Familie gut abgesichert. Er wurde Mitglied der Miliz und nahm am sogenannten Queen Anne’s War (1702–1713) teil. Dabei war er Kommandeur eines Regiments. Für seine militärischen Leistungen wurde er in London mit dem Amt des Vizegouverneurs der  Kronkolonie Province of Massachusetts Bay ernannt. Dabei war er Stellvertreter von Joseph Dudley, dem er kritisch gegenüberstand. Von 1712 bis 1729 gehörte er dem Beraterstab des Gouverneurs (Governor's Council) an. Insgesamt dreimal übte er das Amt des Vizegouverneurs aus. Zwischen dem 9. November 1715 und dem 5. Oktober 1716 und nochmals zwischen dem 11. Juni und dem 10. August 1730 war er kommissarischer Gouverneur der Kronkolonie. Zum Zeitpunkt seines Todes war er erneut Vizegouverneur. Zwischenzeitlich setzte er seine militärischen Tätigkeiten in der Staatsmiliz fort. In den 1720er Jahren überwachte er die Arbeiten an den Verteidigungsanlagen der Stadt Boston. In dieser Stadt wurde während seiner ersten Amtszeit als kommissarischer Gouverneur auch mit dem Bau des ersten Leuchtturms begonnen. William Tailer war zweimal verheiratet, wobei er jeweils in bekannte und einflussreiche Familien einheiratete. Seine erste Frau war Sarah Byfield und seine zweite Frau war Abigail (Gillum) Dudley eine Verwandte von Joseph Dudley. William Tailer starb am 1. März 1731 in seiner Heimatstadt Dorchester. Er wurde in einem Gemeinschaftsgrab von sechs Personen beigesetzt, zu denen auch sein Onkel William Stoughton gehört.

## Anmerkung
Alle Angaben bezüglich von Kalendertagen, also auch Geburts und Sterbedatum, beziehen sich auf den damals im englischen Machtbereich gültigen Julianischen Kalender. Zur Umrechnung in den heute gültigen Gregorianischen Kalender muss man 10 Tage (bis zum Jahr 1700) bzw. 11 Tage ab dem Jahr 1700 hinzurechnen.